# 사랑의 조건 (1979년 영화)
"사랑의 조건"(영어: The Terms of Love)은 1979년에 개봉한 대한민국의 영화이다.

## 배역
- 송재호
- 윤정희
- 신성일
- 유지인
- 염복순
- 천동석
- 복혜숙
- 김만
- 도금봉
- 박암
- 선우용여
- 이순재
- 한재수
- 송미남
- 추석양
- 성명순

## 수상
- 1979년 제15회 백상예술대상
  - 영화부문 감독상 - 김수용
- 1979년 제25회 아시아영화제
  - 현대극배우상 - 신성일[1]